# Бой в Арачиново
Бо́й в Ара́чиново (макед. Битка во Арачиново; алб. Beteja e Haraçinës) — вооружённое столкновение между войсками Северной Македонии с одной стороны и войсками Армии национального освобождения с другой,  произошедшее с 21 по 25 июня 2001 года в македонском селе Арачиново. Это вооружённое столкновение является одним из противоречивых за весь македонский конфликт 2001 года, так как в прекращении действии македонских сил и эвакуации албанских террористов произошёл ключевой момент в военном кризисе, означающий, что он будет решаться политическими средствами НАТО, а не военными средствами.
В бою в Арачиново ни одна из сторон не добилась особого успеха, однако в дальнейшем Армия национального освобождения стала заявлять о своей победе. Из-за нерешительности в сражении события в Арачиново стали именоваться, как Арачиновский кризис или Арачиновский инцидент. Македонские войска не понесли серьёзных потерь, потери албанцев остаются неизвестными. Одно из самых крупных сражений войны. После подписания Охридского соглашения, формально завершившим вооружённый конфликт в Македонии, было подписано соглашение о прекращении огня под воздействием НАТО и албанские повстанцы были выведены с территории Арачиново. Кризис стал поворотной точкой в македонском конфликте и одним из самых известных эпизодов Югославских войн.

## Предыстория
12 июня 2001 года группа из нескольких сотен повстанцев Армии национального освобождения взяла под контроль этнически смешанную деревню Арачиново, расположенную всего в нескольких километрах от пригорода Скопье. Командующий силами повстанцев Али Ахмети предупредил, что если македонские войска не прекратят атаки на позиции НОА на севере страны, то повстанцы будут атаковать стратегические позиции в Скопье, включая аэропорт, нефтеперерабатывающие заводы, полицию, железнодорожные станции и другие государственные объекты. Ахмети также заявил, что у повстанцев есть хорошее вооружение, в частности, пулемёты и миномёты.